# Runde (Noorwegen)
Runde is een van de eilanden die deel uitmaken van de gemeente Herøy, gelegen ten zuidwesten van Ålesund in de provincie Møre og Romsdal in Noorwegen.
Het eiland telt 150 inwoners. Het is ontstaan doordat het land na de ijstijd opgeheven werd. Het eiland is bekend om de talrijke soorten zeevogels die er nestelen. Men schat het aantal broedparen van de papegaaiduiker op 100.000, dat van de drieteenmeeuw op 50.000. Het eiland heeft ook de grootste kolonie jan-van-gents van Noorwegen.
Tot 1996 was er op het eiland een loodsstation gevestigd dat dan naar Ålesund werd overgeplaatst. De vuurtoren (Rundøy fyr) is sinds 2000 niet meer bemand.

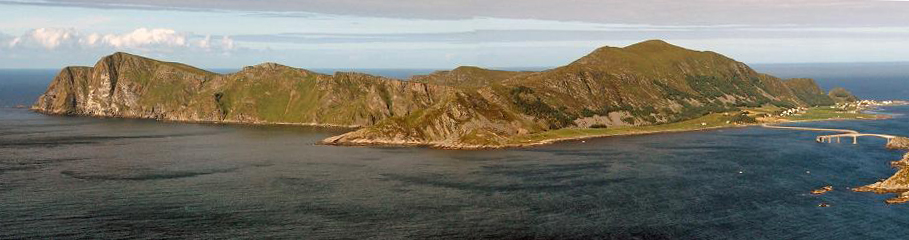
Het Noorse eiland Runde

Op 8 maart 1725 verging tijdens een storm de Akerendam van de Verenigde Oostindische Compagnie nabij het eiland. Het schip had op 19 januari van dat jaar samen met twee andere schepen Texel verlaten met Batavia als bestemming. Tijdens een storm werden de schepen echter uit koers geslagen. De Akerendam leed uiteindelijk schipbreuk bij Runde. De 200 opvarenden kwamen allen om.
Omdat er een grote schat aan munten aan boord was heeft men herhaaldelijk gepoogd het wrak te lokaliseren. Sportduikers slaagden erin een groot deel van de lading in 1972 naar boven te halen.
Met tussenpozen wordt er nog gezocht naar de Spaanse Castillo Negro die in 1588 hetzelfde lot onderging als de Nederlandse Akerendam.